# パステルツェ氷河
座標: 北緯47度05分08秒 東経12度43分24秒 / 北緯47.08556度 東経12.72333度

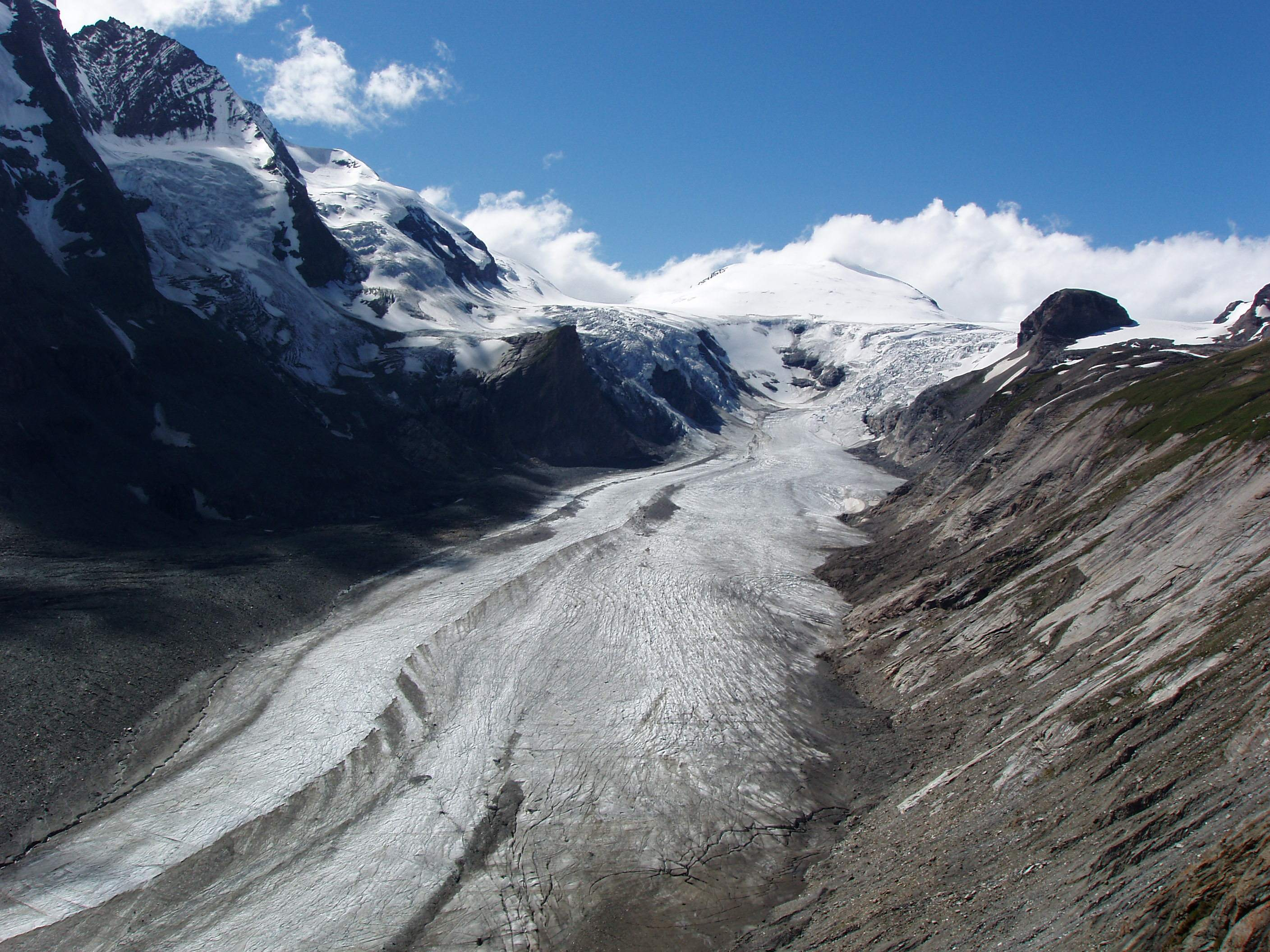
パステルツェ氷河

パステルツェ氷河(Pasterze Glacier)はオーストリアにある氷河。アルプス山脈グロースグロックナー山中にあり、長さは8.4km。標高3,453mから2,100mに位置している。グロースグロックナー山岳道路とケーブルカーにより、氷河までアプローチすることができる。
氷河は後退傾向にあり、年10mの速さで短くなっている。1851年頃と比較するとその長さは半分ほどとなっている。